# Čerkaský rajón
Čerkaský rajón (ukrajinsky Черкаський район) je rajón v Čerkaské oblasti na Ukrajině. Hlavním městem jsou Čerkasy a rajón má přibližně 603 tisíc obyvatel. 

## Sídla v rajónu
| Města: - Čerkasy - Čyhyryn - Horodyšče - Kamjanka - Kaniv - Korsuň-Ševčenkivskyj - Smila | Sídla městského typu: - Cvitkove - Irdyň |